# Scramble
Scramble (スクランブル Sukuranburu?) es un juego arcade Matamarcianos de desplazamiento lateral de 1981. Fue desarrollado por Konami, y fabricado y distribuido por Leijac en Japón y Stern en América del Norte. Fue el primer Matamarcianos de desplazamiento lateral con desplazamiento forzado y múltiples niveles distintos.  el hardware de la placa arcade del sistema Konami Scramble  utiliza dos microprocesadores Zilog Z80 para la unidad de procesamiento central, dos chips de sonido AY-3-8910 para el sonido, y hardware de video Namco Galaxian para los gráficos.

El juego fue un éxito, ya que vendió 15.136 gabinetes de videojuegos en los Estados Unidos en cinco meses, el 4 de agosto de 1981, convirtiéndose en el segundo juego más vendido  de Stern después de Berzerk. Su secuela, de más dificultad Super Cobra, vendió 12,337 gabinetes en los Estados Unidos en cuatro meses ese mismo año, sumando hasta 27,473 tiendas de gabinete para ambos, para octubre de 1981.
Scramble no fue portado a ninguna de las principales consolas o computadoras contemporáneas, pero hubo versiones para Tomy Tutor y Vectrex. Varios clones no autorizados para el VIC-20 y el Commodore 64 usaban el mismo nombre que el original.

## Jugabilidad
El jugador controla una aeronave, al que se hace referencia en el juego como un "Jet", y tiene que guiarlo a través de un terreno desplazado, luchando contra obstáculos en el camino. 
La nave está armada con un arma que dispara hacia adelante y bombas; cada arma tiene su propio botón. El jugador debe evitar colisionar con el terreno y otros enemigos, al tiempo que mantiene su limitado suministro de combustible que disminuye con el tiempo. Se puede obtener más combustible destruyendo tanques de combustible en el juego.
El juego está dividido en seis secciones, cada una con un estilo de terreno diferente y diferentes obstáculos. No hay interrupción entre cada sección; el juego simplemente se desplaza hacia el nuevo terreno. Los puntos se otorgan en función de la cantidad de segundos de vida y de la destrucción de enemigos y tanques de combustible. En la sección final, el jugador debe destruir una "base". Una vez que esto se ha logrado, se coloca una bandera que indica una misión completa en la parte inferior derecha de la pantalla. El juego luego se repite volviendo a la primera sección una vez más, con un ligero aumento en la dificultad.

## Puntuaciones
- Por segundo, el avión está en juego (10 puntos)
- Cohetes (50 puntos en el suelo, 80 en el aire).
- Naves ovni (100 puntos).
- Tanques de combustible (150 puntos).
- Objetivos de misterio (100, 200 o 300 puntos).
- Bases por finalizar los niveles(800 puntos).

Se gana una vida extra por cada 10,000 puntos conseguidos, y a diferencia de los futuros juegos de Konami, esto no se puede cambiar ni deshabilitar.

## Recepción y legado
Scramble fue exitoso comercialmente y aclamado por la crítica en su momento. En su edición de febrero de 1982, la revista Computer and Video Games dijo que "fue el primer juego de arcade en enviarlo a una misión y rápidamente ganó un gran número de seguidores." 
La versión de Vectrex del juego también fue elogiada en una reseña por la revista Video, donde los críticos elogiaron su fidelidad al juego arcade original y lo describieron como su favorito entre los títulos de Vectrex que habían revisado.: 120  Las superposiciones del juego fueron seleccionadas para ser elogiadas, y los críticos comentaron que "cuando estás realmente involucrado con un juego de Vectrex como Scramble, es casi posible olvidar que el programa está en blanco y negro".: 32  David H. Ahl de Creative Computing Video & Arcade Games informó en 1983 que ningún jugador de prueba pudo superar el cuarto nivel de la versión de Vectrex.
En 1982, Arcade Express le dio a la versión dedicada de Tomytronic un puntaje de 9 sobre 10, describiéndolo como un juego "absorbente" que "califica como uno de los mejores del año hasta ahora". 
" Una segunda versión electrónica de mesa de Scramble fue lanzado en 1982 en el Reino Unido por Grandstand bajo licencia de la firma japonesa Epoch Co., que vendió el juego en Japón bajo el título Astro Command.  La mecánica de juego difiere de la versión de arcade, ya que no se representan los escenarios y la nave no necesita repostar.
Según la introducción de Nintendo Game Boy Advance Gradius Advance y el DVD de Gradius Breakdown incluido con Gradius V, Scramble es considerado el primero de la serie Gradius. 
Sin embargo, la guía de la Colección Gradius emitida unos años después por Konami, enumera Scramble como parte de su historia de tiro, y los juegos de Gradius ahora se enumeran por separado.
Una versión actualizada de Scramble está disponible en Konami Collector's Series: Arcade Advanced ingresando el Código de Konami en la pantalla de título del juego. Esta versión permite elegir tres naves diferentes: el Renegade, el Shori y el Gunslinger. La única diferencia entre las naves además de su apariencia son los disparos que disparan. Los disparos del Renegade son los mismos que en el Scramble original, los Shori tienen capacidades de disparo rápido activadas presionando el botón de disparo, y los disparos del Gunslinger pueden perforar a los enemigos, lo que significa que pueden usarse para múltiples impactos con un solo disparo.
Scramble hizo la lista de los 100 mejores juegos de arcade en la edición de jugadores del Libro Guinness de los récords.
[cita requerida]

### Re-lanzamientos
- Scramble se unió a la biblioteca de Xbox Live Arcade para Xbox 360 el 13 de septiembre de 2006.

- Scramble estuvo disponible en el servicio Game Room de Microsoft el 24 de marzo de 2010.

- Scramble fue relanzado en 2005 para PlayStation 2 en Japón como parte de la serie Oretachi Geasen Zoku Sono.

- Scramble fue relanzado en 2007 para Nintendo DS como parte de  Konami Classics Series: Arcade Hits.

## Historia legal
En Stern Electronics, Inc. v. Kaufman, 669 F.2d 852, el Segundo Circuito sostuvo que Stern podía proteger las imágenes y los sonidos del juego, no solo el código fuente que los producía.